# Amt Föhr-Amrum
Amt Föhr-Amrum is een Amt in de Duitse deelstaat Sleeswijk-Holstein. Het Amt ligt in de Kreis Noord-Friesland. De plaatsen die tot het Amt behoren, liggen op de eilanden Föhr en Amrum. Het bestuur is gevestigd in Wyk auf Föhr. Het huidige Amt ontstond in 2007 uit een fusie van de gemeenten van de voormalige Ämter Föhr-Land, Amrum en de stad Wyk auf Föhr.

## Deelnemende gemeenten
- Op Amrum
  1. Nebel
  2. Norddorf auf Amrum
  3. Wittdün auf Amrum

- Op Föhr
  1. Alkersum
  2. Borgsum
  3. Dunsum
  4. Midlum
  5. Nieblum
  6. Oevenum
  7. Oldsum
  8. Süderende
  9. Utersum
  10. Witsum
  11. Wrixum
  12. Wyk auf Föhr